# 매곡산성
매곡산성은 충청북도 보은군 회인면 중앙리에 소재하는 산성으로, 매곡산성 혹은 아미산성으로 부른다. 옛 기록에는 매곡산, 매곡산성으로 기록되어 나오면서 현의 동, 동북쪽 1리에 둘레 1152척 높이 8척의 석성으로 나와 있다. 회인 동쪽 아미산에 있는 반월형의 석성지로 둘레 약 700m, 높이 2.6m 정도로서 대부분 붕괴되고 일부만 잔존한다. 신라계의 토기편이 발견되고 있다.
회인은 신라의 미곡이었다가 삼국 통일후 757년 경덕왕 16년에 매곡으로 고쳐 연산군의 영현으로 삼았다가 940년 고려 태조 23년 3월 회인으로 고쳤다... 1782년 증보문헌비고에서는 폐성으로 1876년 대동지지에는 거의 무너진 고성으로 표현하고 있다.
이 산성은 해발 187m 이나 성 밑이 해발 140m 여서 낮은 편이다. 그러나 개울가의 험하고 가파른 절벽 위에 약간 안으로 굽어져 나간 능선과 거기서 동쪽으로 이어져 다시 남쪽으로 이어지는 능선을 이용하여 쌓은 둘레 695m 의 산성으로서 그 평면이 반달모양이다. 개울가의 서쪽 벽 193m 구간은 70~85도의 급경사를 이루었고 이곳을 중심으로 기타 지역은 서고동저의 지세가 되어 현재 경작지가 되어 있다.
문지는 동서남북에 있는데 동문이 폭 12m의 정문이며 기타의 문지는 대개 8m 정도이고 암문이 있는데 6m로서 이산성의 기능이 북쪽 피반령 방면을 대비하여 쌓은 것으로 생각된다. 남문지 서쪽의 성벽이 잘 남아있는데 높이 5.4m 폭 6m를 편마암으로 잘 맞추어 쌓으면서 사이사이에 진흙을 개어 넣으면 쌓아올려 빈틈없이 단단히 붙게 한 색다른 축성법이 주목되었다. 공산성에서 발견된 점토를 사용한 축성법과 유사하다.
성 안팎에선 무수한 고신라시기 토기조각과 백제계의 연질 토기 조각이 발견되어 이곳이 백제 신라간에 주인이 빈번히 바뀌었을 것으로 추정된다.  - 한국의 성곽과 봉수
성내 유물로는 청동기시대 무문토기편  삼국시대 토기편 와편, 신라시대 굽다리접시, 고려시대 토기편 와편, 조선시대 분청사기 편 등이 발견되어 이른 시기부터 사람이 살았으며 여러 시대를 거쳐 사용되었던 것으로 보인다. 다만 고려사 열전에 나오는 공직의 활동 이후로는 기록이 없어 그 이후로는 전략적 가치를 상실했던 것으로 판단된다
주위에는 국사봉산성과 최영장군의 전설이 깉들어 있는 호점산성이 있다.